# Nico Frommer
Nico Frommer (ur. 8 kwietnia 1978 w Ulm) – niemiecki piłkarz, napastnik RB Leipzig.
Ma za sobą grę w SSV Ulm 1846, VfB Stuttgart, Borussii Mönchengladbach, SSV Reutlingen 05, Eintrachcie Frankfurt, czy Rot-Weiss Oberhausen. W sezonie 2005/06 nie rozegrał w Eintrachcie Frankfurt ani jednego meczu i od stycznia 2006 grał w SpVgg Unterhaching. Natomiast w 2007 roku został zawodnikiem VfL Osnabrück. Debiut w Bundeslidze zaliczył w sezonie 1998/99 w barwach VfB Stuttgart.